# Дубровка (Бокситогорський район)
Дубровка (рос. Дубровка) — присілок Бокситогорського району Ленінградської області Росії. Входить до складу Климовського сільського поселення. Населення — 7 осіб (2012 рік).